# 田辺盛武
田辺 盛武（たなべ もりたけ、1889年2月26日 - 1949年7月11日）は、日本の陸軍軍人。最終階級は陸軍中将。

## 経歴
旧加賀藩士・陸軍中佐、田辺盛親の長男として生まれる。松山中学校、広島陸軍地方幼年学校、中央幼年学校を経て、1910年5月、陸軍士官学校（22期）を卒業し、同年12月、歩兵少尉に任官、歩兵第49連隊付となる。1918年11月、陸軍大学校（30期）を卒業した。
参謀本部付勤務、参謀本部員、第16師団参謀、参謀本部員、陸大教官、フランス出張、歩兵第61連隊大隊長、参謀本部員、陸軍省整備局課員、陸軍歩兵学校教官、整備局動員課長、歩兵第34連隊長などを歴任し、1937年8月、陸軍少将に進級し陸士幹事となる。
同年10月、第10軍参謀長に就任し、千葉陸軍戦車学校長を経て、1939年10月、陸軍中将に進む。第41師団長、北支那方面軍参謀長を歴任し、太平洋戦争を参謀次長として迎えたが、ガダルカナル島の戦いの敗戦を受けて、第25軍司令官へ転出し、スマトラ島で終戦を迎えた。
1946年10月、BC級戦犯としてオランダ軍に逮捕され、1948年（昭和23年）1月31日、公職追放仮指定を受け、同年12月に死刑判決が下され、翌年7月にメダンで刑死した。

## 栄典
位階
- 1911年（明治44年）3月10日 - 正八位[2]
- 1914年（大正3年）2月10日 - 従七位[3]
- 1919年（大正8年）3月20日 - 正七位[4]
- 1924年（大正13年）5月15日 - 従六位[5]
- 1937年（昭和12年）9月1日 - 正五位[6]

勲章
- 1939年（昭和14年）11月13日 - 勲二等瑞宝章[7]
- 1940年（昭和15年）8月15日 - 紀元二千六百年祝典記念章[8]
- 1942年（昭和17年）3月9日 - 勲一等旭日大綬章[9]

## 親族
- 長男 田辺信（陸軍大尉・戦死）
- 義父 千田登文（陸軍少佐）
- 義兄 中村孝太郎（陸軍大将）・今村均（陸軍大将）